# Ривернер
Риверне́р (фр. Rivèrenert) — коммуна во Франции, находится в регионе Юг — Пиренеи. Департамент коммуны — Арьеж. Входит в состав кантона Сен-Жирон. Округ коммуны — Сен-Жирон.
Код INSEE коммуны — 09247.

## Население
Население коммуны на 2008 год составляло 182 человека.
| 1962 | 1968 | 1975 | 1982 | 1990 | 1999 | 2008 |
| ---- | ---- | ---- | ---- | ---- | ---- | ---- |
| 254  | 298  | 218  | 174  | 156  | 135  | 182  |

## Экономика
В 2007 году среди 112 человек в трудоспособном возрасте (15—64 лет) 56 были экономически активными, 56 — неактивными (показатель активности — 50,0 %, в 1999 году было 69,5 %). Из 56 активных работали 54 человека (31 мужчина и 23 женщины), безработных было 2 (1 мужчина и 1 женщина). Среди 56 неактивных 6 человек были учениками или студентами, 28 — пенсионерами, 22 были неактивными по другим причинам.